# Procurador general de los Estados Unidos
El procurador general de los Estados Unidos es el cuarto funcionario de más alto rango en el Departamento de Justicia de los Estados Unidos. Elizabeth Prelogar ocupa el cargo desde el 28 de octubre de 2021.
El procurador general de los Estados Unidos representa al gobierno federal de los Estados Unidos ante la Corte Suprema de los Estados Unidos. El procurador general determina la posición legal que los Estados Unidos tomarán en la Corte Suprema. Además de supervisar y conducir casos en los que el gobierno es parte, la Oficina del Procurador General también presenta escritos de amicus curiae en casos en los que el gobierno federal tiene un interés significativo. La Oficina del Procurador General argumenta en nombre del gobierno en prácticamente todos los casos en los que Estados Unidos es parte, y también argumenta en la mayoría de los casos en los que el gobierno ha presentado un escrito amicus. En los tribunales federales de apelación, la Oficina del Procurador General revisa los casos decididos contra los Estados Unidos y determina si el gobierno buscará una revisión en la Corte Suprema. La oficina del procurador general también revisa los casos decididos contra los Estados Unidos en los tribunales de distrito federal y aprueba todos los casos en los que el gobierno presenta una apelación.

## Tradiciones
Se han desarrollado varias tradiciones desde que se estableció la Oficina del Procurador General en 1870. Lo más obvio para los espectadores en los argumentos orales ante la Corte es que el procurador general y sus adjuntos tradicionalmente aparecen en chaqués formales, aunque Elena Kagan, la primera mujer para ocupar el cargo de forma distinta a la interina, eligió renunciar a la práctica.
Durante los argumentos orales, los miembros del Tribunal a menudo se dirigen al procurador general como "General". Algunos comentaristas legales no están de acuerdo con este uso, diciendo que "general" es un adjetivo pospositivo (que modifica el sustantivo "abogado"), y no es un título en sí mismo.
Otra tradición es la práctica de la confesión del error. Si el gobierno prevaleció en el tribunal inferior pero el procurador general no está de acuerdo con el resultado, el procurador general puede confesar el error, después de lo cual la Corte Suprema anulará la decisión del tribunal inferior y devolverá el caso para su reconsideración.